# Фонд за гарантиране на влоговете в банките
Фондът за гарантиране на влоговете в банките (с абревиатура ФГВБ) е юридическо лице, създадено със Закона за гарантиране на влоговете в банките (ЗГВБ).
ФГВБ е на адрес: п.к. 1606, гр. София, ул. Владайска 27.

## Обща информация

###### Основаване, функции и дейност на ФГВБ
Фондът за гарантиране на влоговете в банките (ФГВБ) е юридическо лице, създадено със Закона за гарантиране на влоговете в банките и действащо от януари 1999 г.
Дейността на ФГВБ е насочена към поддържане стабилността на банковата система и доверието на обществеността в нея. Неговите основни функции са:
- да определя и събира годишните премийни вноски от банките, участващи в системата за гарантиране на влоговете;
- да инвестира средствата си в: нискорискови и високоликвидни ценни книжа, издадени от първокласни емитенти, и депозити в Българската народна банка;
- да изплаща в пълен размер гарантираните суми по влоговете на физически и юридически лица до законовоопределения размер;
- да управлява средствата на Фонда за преструктуриране на банки; да съдейства за ефективно протичане на процеса по преструктуриране на кредитни институции при условията и по реда на Закона за възстановяване и преструктуриране на кредитни институции и инвестиционни посредници;
- да защитава интересите на кредиторите и контролира дейността на синдиците в банките в несъстоятелност съгласно Закона за банковата несъстоятелност.

## Списък на банките, влоговете, в които са гарантирани от ФГВБ
ФГВБ гарантира пълно изплащане на влоговете в левове и в чуждестранна валута в размер до 196 000 лв. (сумата включва и начислените лихви) на принципа един вложител в една банка (член на системата за гарантиране на влоговете). Допълнителна защита до 250 000 лв. за срок до 3 месеца се предоставя за влогове, възникнали в резултат от: сделки с недвижими имоти за жилищни нужди; изплатени суми по повод сключване или прекратяване на брак, прекратяване на трудово или служебно правоотношение, инвалидност или смърт; застрахователни или осигурителни плащания, изплащане на обезщетения за вреди от престъпления или от отменена присъда.
1. Алианц Банк България АД
2. Банка ДСК ЕАД
3. Българо-американска кредитна банка АД
4. Българска банка за развитие АД
5. Инвестбанк АД
6. Интернешънъл Асет Банк АД
7. Обединена българска банка АД
8. Общинска банка АД
9. Пощенска банка (Юробанк България АД)
10. ПроКредит Банк (България) ЕАД
11. Първа инвестиционна банка АД
12. Райфайзенбанк (България) ЕАД
13. Те-Дже Зираат Банкасъ – клон София
14. Тексимбанк АД
15. Ти Би Ай Банк ЕАД
16. Токуда Банк АД
17. „Търговска банка Д“ АД
18. УниКредит Булбанк АД
19. Централна кооперативна банка АД

Следните кредитни институции са клонове на чуждестранни банки и не участват в българската система за гарантиране на влоговете, тъй като са защитени от системата в страната по седалището на банката:
1. БНП Париба С. А. – клон София
2. БНП Париба Пърсънъл Файненс С.А. – клон България
3. Варенголд Банк АГ — клон София
4. ИНГ Банк Н.В. – клон София
5. Ситибанк Европа АД – клон България

## Състав на Управителния съвет
1. Матей Матев – председател
2. Нели Кордовска – заместник-председател
3. Ирина Марцева - член
4. Борислав Стратев – член
5. Валери Димитров – член

## Членство в международни организации
ФГВБ е член-учредител на Международната асоциация на институциите за гарантиране на депозити (IADI) и Европейския форум на институциите за гарантиране на депозити (EFDI).